# Zazulin (Szczecin)
Zazulin – część miasta (dawny młyn) Szczecina, a zarazem staw istniejący dowodnie od XV do pierwszej połowy XX wieku w podszczecińskiej Dolinie Siedmiu Młynów (współcześnie w Parku Leśnym Arkońskim). Powstał w wyniku spiętrzenia wód strugi Osówka (w pobliżu ujścia Jasmundzkiej Strugi) dla potrzeb wodnego młyna zbożowego. W XIX wieku młyn zlikwidowano. Stawy wyschły w okresie międzywojennym.
Nazwa stawu pochodzi od niemieckiej nazwy młyna: niem. Kuckucksmühle, nazywanego Młynem Kukułczym (kalka językowa). Jest wyprowadzona od jednego z gwarowych określeń kukułki – zazula.

## Położenie
Staw Zazulin był najniżej położonym z wszystkich siedmiu stawów młyńskich, utworzonych na strudze Osówka, w pobliżu ujścia do niej Jasmundzkiej Strugi, nieco poniżej dwóch stawów młyna Ustronie.

## Historia
Pierwsze wzmianki o młynie na Osówce (niem. Mühlenbach) pojawiły się w XV wieku. Wymieniano „młyn zwany Kuckuck” (niem. de mole de kuckuck, 1487). Pod analogiczną nazwą był wspominany w XVI wieku (de mole de kuckuck genometh, 1545). Pisano również m.in. o „dolnym młynie o nazwie Kukuk nad strumieniem” (niem. die underste Mhuele mitt Namen der Kukuk an der Beke, 1552) oraz Kuckucksmühle (1552), Kuckuck (1560). W dokumentach z okresu XVII–XIX w. występują nazwy die Kukowsche (1659), Kuckucksmühle (1699), Kukuksmühle (1779), Kuckucksmühle (1803).
Młyn był własnością prywatną do roku 1549, gdy został wykupiony przez Radę Miejską Szczecina od Jakuba Hille, spadkobiercy wdowy po młynarzu Klausie Korhinske (w dokumentach wymieniany jest również młynarz Rovisch). We wrześniu 1552 roku książę szczeciński Barnim XI darował Radzie przysługujące mu należności i korzyści z młyna. Zazulin nie pozostał jednak własnością miasta. Prawa do niego zgłosił Fryderyk von Ramin ze Stolca. Po długotrwałym i kosztownym sporze z Radą Miejską (sprawa toczyła się przed sądem książęcym w Szczecinie i przed sądem cesarskim) uzyskał prawo do posiadłości i wysokie odszkodowanie. Od tego czasu przez ponad 200 lat Zazulin był wydzierżawiany (przez pewien okres należał do domeny szczecińskiej). 
Dopiero w roku 1850 ponownie został własnością miasta. Ponieważ w tym okresie młyny wodne były wypierane przez młyny z napędem parowym, a następnie spalinowym i elektrycznym, Dolina Siedmiu Młynów została przekształcona w teren turystyczno-wypoczynkowy. Po zaprzestaniu eksploatacji młynów dwa byłe młyńskie stawy Zazulina wyschły. W okresie międzywojennym w budynku młyna urządzono restaurację i mały hotel. 
Po wojnie budynki nie były zagospodarowane – zostały zdewastowane, a następnie rozebrane. W miejscu dawnych stawów młyńskich istnieje polana, przy której są widoczne schody, prowadzące na obwałowanie byłych stawów, pozostałości obmurowania odpływów wody, resztki fundamentów młyna oraz parów – miejsce byłego kanału odpływowego do Osówki. Zachowała się również droga dojazdowa od ul. Droga Siedmiu Młynów.
Teren, na którym znajdowały się stawy młyna Zazulin, jest wykorzystywany przez pracowników Przedsiębiorstwa Zieleni Miejskiej  w Szczecinie oraz ich dzieci jako kemping.